# Earl Jerrod Rowland
Earl Jerrod Rowland (* 18. Mai 1983 in Salinas, Kalifornien) ist ein US-amerikanischer Basketballtrainer und ehemaliger -spieler mit bulgarischer Staatsbürgerschaft.

## Werdegang

### Spieler
Der 1,91 m große und 92 kg schwere Aufbauspieler begann sein Studium an der CSU Dominguez Hills, für deren Hochschulmannschaft Toros er in der zweiten Division der National Collegiate Athletic Association (NCAA) spielte. Nach einem Jahr kehrte er nach Salinas zurück, wo er auch zur Schule gegangen war, und war am dortigen Hartnell Community College eingeschrieben. 2003 wechselte er an das Saint Mary’s College im kalifornischen Moraga und spielte für die Gaels in der ersten NCAA-Division. In seinem Senior-Jahr 2005 zogen die Gaels nach mehrjähriger Unterbrechung erstmals wieder in die landesweite Endrunde ein, in der man jedoch in der ersten Runde ausschied.
Nach Studienende 2005 spielte Rowland ein Jahr in der NBA Development League für die Florida Flame, die ihren Spielbetrieb jedoch am Saisonende einstellten. Für die Spielzeit 2006/07 wechselte er nach Australien in die NBL zu den Townsville Crocodiles. Nach dem Saisonende ging er zu den Barons LMT Rīga nach Lettland.
Zur Saison 2007/08 wechselte Rowland zu den Artland Dragons nach Deutschland, mit denen er 2008 deutscher Pokalsieger wurde. Im Sommer 2008 unterschrieb er dann einen Vertrag beim deutschen Vizemeister Telekom Baskets Bonn. Dank seiner Körpergröße und seines kräftigen Körperbaus entwickelte sich Rowland in der Saison 2008/09 zu einem der besten Spielmacher der Bundesliga und wusste sowohl durch entscheidende Punkte wie auch durch starke Verteidigung zu überzeugen. Rowland hatte maßgeblichen Anteil daran, dass die Bonner zum fünften Mal die Endspielserie um die deutsche Meisterschaft erreichten.
Durch seine guten Leistungen in Bonn wurden auch Vereine aus weiteren europäischen Ländern auf Rowland aufmerksam und so unterschrieb der US-Amerikaner für die Saison 2009/10 einen Vertrag bei Triboldi Cremona in Italien. Nach zwei Jahren wechselte Rowland nach Spanien zu Unicaja Málaga. Nach einer Spielzeit wechselte er für die Saison 2012/13 ins lettische Riga zurück, wo er für den Meister VEF spielte.
Nach einer Saison in Riga erhielt er jedoch keinen neuen Vertrag und wechselte in die Türkei zu Erstligist Banvit BK. Es folgten weitere Stationen in Israel, Russland, abermals in der Türkei und in Spanien.
Im März 2021 wechselte Rowland zu Chemidor Teheran in den Iran. Im Frühling 2022 spielte er wieder für Hapoel Jerusalem. In der Saison 2022/23 stand Rowland bei GTK Gliwice in Polen unter Vertrag.
Im Oktober 2023 holte der französische Erstligist JL Bourg Basket Rowland als Ersatz für den verletzten JeQuan Lewis. Rund einen Monat später wurde Rowlands Vertrag bis zum Ende der Saison 2023/24 verlängert. Er stand mit Bourg im April 2024 in den Eurocup-Endspielen, dort unterlag man aber Paris Basketball.

### Trainer
Im Sommer 2024 wechselte Rowland ins Trainergeschäft und wurde Assistenztrainer am Saint Mary’s College, für dessen Mannschaft er selbst gespielt hatte.

## Erfolge
- 2008 Deutscher Pokalsieger mit den Artland Dragons Quakenbrück
- 2009 Deutscher Vizepokalsieger mit den Telekom Baskets Bonn
- 2009 Deutscher Vizemeister mit den Telekom Baskets Bonn
- 2009 Berufung in die Nationalmannschaft Bulgariens

### Persönliche Auszeichnungen
- 2012 Wertvollster Spieler des Monats Dezember der VTB United League
- 2012/13 Wertvollster Spieler der Hauptrunde der VTB United League

## Nationalmannschaft
Seit seiner Einbürgerung im August 2009 ist Rowland Staatsbürger Bulgariens. Bei der Europameisterschaft 2009 in Polen erzielte er im Durchschnitt 17,7 Punkte, 3 Rebounds und 3 Korbvorlagen, konnte aber nicht verhindern, dass Bulgarien bereits in der Vorrunde ausschied. Bei der EM 2011 kam Rowland im Mittel auf 18 Punkte je Begegnung.